# Selecció de bàsquet de Corea del Sud

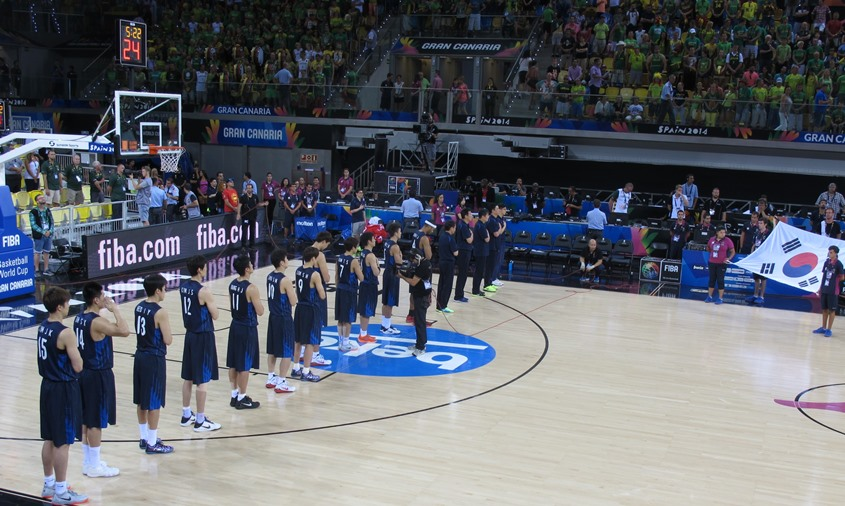
Corea del Sud al Mundial de 2014.

La Selecció de bàsquet de Corea del Sud és l'equip format per jugadors de nacionalitat coreana que representa a la Federació de Corea del Sud de Bàsquet en les competicions internacionals organitzades per la Federació Internacional de Bàsquet (FIBA) o el Comitè Olímpic Internacional (COI). Pertany a la zona FIBA Àsia.

## Classificacions

### Jocs Olímpics
- 1948 - 8
- 1956 - 14
- 1964 - 16
- 1968 - 14
- 1988 - 9
- 1996 - 12

### Campionats mundials
- 1970 - 11
- 1978 - 13
- 1986 - 22
- 1990 - 15
- 1994 - 13
- 1998 - 16
- 2014 - 23
- 2019 - 26

### Campionats asiàtics
- 1960 - 4
- 1963 -  3
- 1965 -  3
- 1967 -  2
- 1969 -  1
- 1971 -  3
- 1973 -  2
- 1975 -  3
- 1977 -  2
- 1979 -  3
- 1981 -  2
- 1983 -  3
- 1985 -  2
- 1987 -  2
- 1989 -  2
- 1991 -  2
- 1993 -  3
- 1995 -  2
- 1997 -  1
- 1999 -  2
- 2001 -  3
- 2003 -  2
- 2005 - 4
- 2007 -  3
- 2009 - 7
- 2011 -  3
- 2013 -  3
- 2015 - 6
- 2017 -  3

### Jocs Asiàtics
- 1954 - 4
- 1958 - 4
- 1962 -  3
- 1966 -  3
- 1970 -  1
- 1974 -  2
- 1978 -  2
- 1982 -  1
- 1986 -  2
- 1990 -  3
- 1994 -  2
- 1998 -  2
- 2002 -  1
- 2006 - 5
- 2010 -  2
- 2014 -  1
- 2018 -  3